# Giallo a Venezia
Pour plus de détails, voir Fiche technique et Distribution.
Giallo a Venezia est un  film giallo italien réalisé par Mario Landi et sorti le 31 décembre 1979 en Italie. Leonora Fani interprète le rôle principal. Le film est surtout connu pour ses scènes hard gore, dont une femme dont la jambe est lentement sciée avec un long couteau, et une prostituée à qui l'on enfonce un couteau dans le vagin,.

## Synopsis
Le film retrace l'enquête d'un détective sur le meurtre à caractère sexuel d'un couple marié impliquant un mari accro à la cocaïne alors que, dans le même temps, un tueur en série commet des meurtres macabres.

## Fiche technique
- Titre : Giallo a Venezia
- Réalisateur : Mario Landi
- Producteur : Gabriele Crisanti
- Scénario : Aldo Serio
- Musique : Berto Pisano
- Photographie : Franco Villa
- Genre : giallo, horreur, gore
- Durée : 91 minutes
- Date de sortie : 31 décembre 1979 (Italie)

## Distribution
- Leonora Fani : Flavia
- Jeff Blynn : Angelo De Paul
- Gianni Dei : Fabio
- Michele Renzullo : Andrea Caron
- Eolo Capritti : Maestrin
- Vassili Karis : Bruno Nielsen (sous son nom de naissance, Vassili Karamesinis)
- Giancarlo Del Duca : Alberto, le coroner
- Mariangela Giordano : Marzia (Maria Angela Giordan)

## Réception
Moviefone fait une critique mitigée sur le film, affirmant qu'il « est apprécié par les fans de ce sous-genre, mais que, dans l'ensemble, il n'est tout simplement pas comparable avec la plupart grands films du genre italiens ». Dans le livre Italian Horror Film Directors, un critique juge Giallo a Venezia un « parfait exemple de la façon dont un réalisateur peut aller trop loin dans sa quête pour atteindre la synthèse parfaite  de l'horreur et de répulsion ».
Paolo Mereghetti a écrit :
« [le film] Mérite (ou peut-être ne mérite pas) d'être rappelé comme l'un des thrillers italiens les plus idiots jamais réalisés, un collage de séquences de pornographie douce et de rares écartèlements brutaux qui tombent dans le vide, dans une infantile tentative d'étonner ».